# 塞茲蘭
53°10′N 48°28′E / 53.167°N 48.467°E
塞茲蘭（俄语：Сы́зрань）是俄羅斯薩馬拉州的一個城市，位於薩馬拉以西、伏爾加河上的薩拉托夫水庫旁。2002年人口188,107人。
1683年建立堡壘，1796年設市。